# Viorel Năstase
Viorel Năstase (* 7. Oktober 1953 in Bukarest) ist ein ehemaliger rumänischer Fußballspieler. Er bestritt insgesamt 239 Spiele in der rumänischen Divizia A, der deutschen Fußball-Bundesliga und der italienischen Serie A.

## Karriere

### Verein
Die Karriere von Năstase begann bei Progresul Bukarest, als er im Laufe der Saison 1969/70 zu zwei Einsätzen in der Divizia B kam. Am Saisonende stieg er mit seinem Klub in die Divizia A, die höchste rumänische Spielklasse, auf. Im Oberhaus konnte er in 16 Spielen neun Tore erzielen. Dennoch stieg sein Verein am Saisonende wieder in die Divizia B ab.
Nach dem Abstieg verpflichtete der Lokalrivale Steaua Bukarest Năstase. Der spätere Rekordmeister zählte zu Beginn der 1970er-Jahre nicht zu den Spitzenteams des Landes und kam lediglich auf Platzierungen im vorderen Mittelfeld. Nach zwei Spielzeiten als Ergänzungsspieler gelang ihm in der Saison 1973/74 der Durchbruch: Mit 19 Toren in 31 Einsätzen landete er hinter Mihai Adam und Dudu Georgescu auf Platz drei der rumänischen Torschützenliste. Die Spielzeit 1975/76 beendete er mit seinen ersten beiden Titeln. Neben der Meisterschaft konnte sich sein Verein auch im Pokalfinale durchsetzen und damit das Double gewinnen. In dieser Spielzeit konnte er jedoch nur vier Treffer beisteuern und stand damit im Schatten seiner Sturmkollegen Anghel Iordănescu und Marcel Răducanu.
In der folgenden Spielzeit konnte Năstase mit Steaua beide Titel nicht verteidigen und musste sich Universitatea Craiova bzw. Dinamo Bukarest geschlagen geben. Mit 17 Treffern wurde er selbst viertbester Torschütze der Liga. Es war die letzte Saison als Stammspieler von Steaua. Die Meisterschaft 1978 erlebte er wiederum als Ergänzungsspieler mit nur zwölf Einsätzen. Nachdem er in der Saison 1979/80 nur noch zwei Spiele bestritten hatte, verließ er den Klub nach neun Jahren. Er setzte sich ab nach einem Spiel in der Schweiz 1979 gegen Young Boys. Er unterschrieb mit der deutschen Fußball-Bundesliga TSV 1860 München. Bei den „Löwen“ fand er zu alter Stärke zurück und erzielte als Sturmkollege von Rudi Völler 14 Tore in 23 Spielen. Dennoch musste der Verein am Saisonende absteigen.
Im Sommer 1981 verließ Năstase Deutschland und wechselte zu US Catanzaro in die italienische Serie A. In Kalabrien konnte er sich nicht durchsetzen und kam in drei Jahren nur auf wenige Einsätze. Auch für seinen Verein verlief die Zeit nicht erfolgreich. Nach dem Abstieg aus der Serie A am Ende der Saison 1982/83 musste der Verein ein Jahr später auch aus der Serie B absteigen.
Im Sommer 1984 beendete Năstase vorerst seine aktive Laufbahn, versuchte allerdings im November 1984 ein Comeback beim SV Austria Salzburg. Dort absolvierte er noch drei der vier ausstehenden Herbstpartien und beendete in der Winterpause seine Karriere endgültig.
2012 lebte er in Argentinien, wo er eine Kindergruppe trainierte.

### Nationalmannschaft
Viorel Năstase bestritt zwei Spiele für die rumänische Nationalmannschaft. Er debütierte am 18. April 1971 gegen Albanien, als er in der 63. Minute für Florian Dumitrescu eingewechselt wurde. Fünf Jahre später kam er zu seinem zweiten und letzten Einsatz im Hinspiel des Finals um den Balkan-Cup 1973/76. Ein Tor blieb ihm in beiden Spielen nicht vergönnt.

## Erfolge
- Rumänischer Meister: 1976, 1978
- Rumänischer Pokalsieger: 1976